# LWL-Preußenmuseum Minden
Das LWL-Preußenmuseum Minden ist ein historisches Museum in der ostwestfälischen Stadt Minden in Nordrhein-Westfalen. Seit 2016 gehört es zum Verbund der LWL-Museen des Landschaftsverbands Westfalen-Lippe. Als Museumsgebäude dient die ehemalige Defensionskaserne der Festung Minden am Simeonsplatz in einer nach 1815 entstandenen Militärvorstadt der Stadt Minden mit zahlreichen, auch heute noch existierenden Gebäuden. Der Platz ist umgeben vom heutigen Mindener Glacis.

## Aktuell
Seit August 2019 leitet die Historikerin und Ausstellungsmacherin Dr. Sylvia Necker das LWL-Preußenmuseum Minden.
Das LWL-Preußenmuseum arbeitet derzeit an der Eröffnung seiner Dauerausstellung „Potzblitz Preußen!“. Die Eröffnung verzögert sich bis auf weiteres u. a. aufgrund der angespannten Marktlage im Bauhandwerk. Diese begann bereits mit der Corona-Pandemie und wird nun durch die Auswirkungen des Krieges in der Ukraine weiter verschärft.
Seit November 2023 ist die Sonderausstellung „Preußen auf See. Auf schwankenden Planken“ zu sehen. Die Sonderausstellung ruft die oft vergessene, aber durchaus lange maritime Geschichte Preußens seit dem 17. Jahrhundert mit ihren vielfältigen internationalen, wirtschaftlichen, sozialen und technischen Aspekten in Erinnerung. Eine europäische Geschichte, die jedoch schnell zu einer Geschichte globaler Verflechtungen wird. Daher eignet sich die preußische maritime Geschichte in besonderer Weise auch dazu, die deutsche Kolonialgeschichte und ihre Nachwirkungen bin in die Gegenwart zu reflektieren. Zu sehen sind neben Gebrauchs- und Kunstgegenständen des 17. bis 20. Jahrhunderts unter anderem außergewöhnliche Exponate aus dem Nachlass des letzten deutschen Kaisers Wilhelm II. und Leihgaben der Stiftung Preußischer Schlösser und Gärten Potsdam, des Ostpreußischen Landesmuseum Lüneburg, des Kieler Stadt- und Schifffahrtsmuseums sowie des Deutschen Schifffahrtsmuseums Bremerhaven. Ein umfangreiches Programm von Themenrundgängen, Workshops, Vorträgen und Kulturveranstaltungen begleitet die Ausstellung und lädt zum „Eintauchen“ in die maritime Geschichte Preußens ein.

## Geschichte des Museums und Sammlungen
Das klassizistische Gebäude aus dem Jahr 1829 wurde seit 1995 saniert und umgebaut, so dass das Museum 1999 als westfälischer Standort des Preußen-Museums Nordrhein-Westfalen eröffnet wurde. Es gab einen zweiten Standort, das Preußen-Museum Wesel. Auf über 1.500 m² wurde schwerpunktmäßig die Geschichte Preußens in Westfalen mit der Garnisonsstadt Minden in ihrer Funktion als Scharnierelement zwischen den westlichen Gebieten und den Stammlanden Preußens behandelt. Gezeigt wurden Gemälde, Porzellan, Textilobjekte, Uniformen, Orden und Objekte unterschiedlicher Themen- und Alltagsbereiche. Neben der Dauerausstellung gab es jährlich mehrere historisch-politische Wechselausstellungen oder solche zur Kunst- und Kulturgeschichte.
Finanziert wurde das Museum zusammen mit dem zweiten Standort in Wesel durch die Stiftung Preußen-Museum NRW. An der Stiftung sind beteiligt: das Land Nordrhein-Westfalen, die Landschaftsverbände Westfalen-Lippe und Rheinland, die Stiftung Preußischer Kulturbesitz sowie die Städte Wesel und Minden und deren Kreise Wesel und Minden-Lübbecke. Der als gemeinnützig anerkannte Förderverein des Museums, die „Gesellschaft zur Förderung des Preußen-Museums NRW in Minden e. V.“ steht allen Bürgern zur Mitgliedschaft offen. Er unterstützt besonders die Sonderausstellungen und den Sammlungsaufbau.
Aufgrund finanzieller Engpässe der Stiftung durch geringere Zinserträge aus dem Stiftungsvermögen, ausbleibende Fördergelder des Landes NRW sowie Rückzahlungsforderungen eines der Landesverbände und der Kreise wurde seit 2010 darüber beraten, die Ausrichtung des Museums zu verändern und andere Finanzierungsmöglichkeiten zu erschließen.

## Konzeptionelle Neuausrichtung
Zum 1. Januar 2016 wurde das Preußen Museum Minden durch den Landschaftsverband Westfalen-Lippe übernommen. Seit dem 1. August 2019 leitet die Historikerin Dr. Sylvia Necker das LWL-Preußenmuseum Minden. Das Museum wurde ab dem Frühjahr 2020 mit dem Programm „Platz da, das Museum kommt“ wiedereröffnet.
Das Museum bekommt mit der Übernahme durch den Landschaftsverband Westfalen-Lippe ein neues Konzept. Seit 2016 wird die Dauerausstellung im Untergeschoss im rechten Flügel des Gebäudes eine neue Dauerausstellung aufgebaut. Sie hat weniger Platz zur Verfügung (400 Quadratmeter statt rund 1000 Quadratmeter) und soll in die konzeptionellen Arbeiten zur Wiedereröffnung mit eingebunden werden. Der Landschaftsverband Westfalen-Lippe stellt zur „Neuausrichtung“ in der Defensionskaserne Minden 900.000 Euro zur Verfügung.
Das Museum ist Koordinationsstelle des im Jahre 2017 gegründeten Netzwerkes „Preußen in Westfalen“. Zu dieser partnerschaftlichen Initiative gehören mittlerweile über 60 Museen, Heimatvereine, Archive und touristische Partner. Das Netzwerk macht die Spuren der mehr als 200-jährigen preußischen Prägung Westfalens erfahrbar. Über viele sichtbare, aber auch versteckte Pfade lässt sich diese Vergangenheit ablesen.

## Geschichte des Hauses

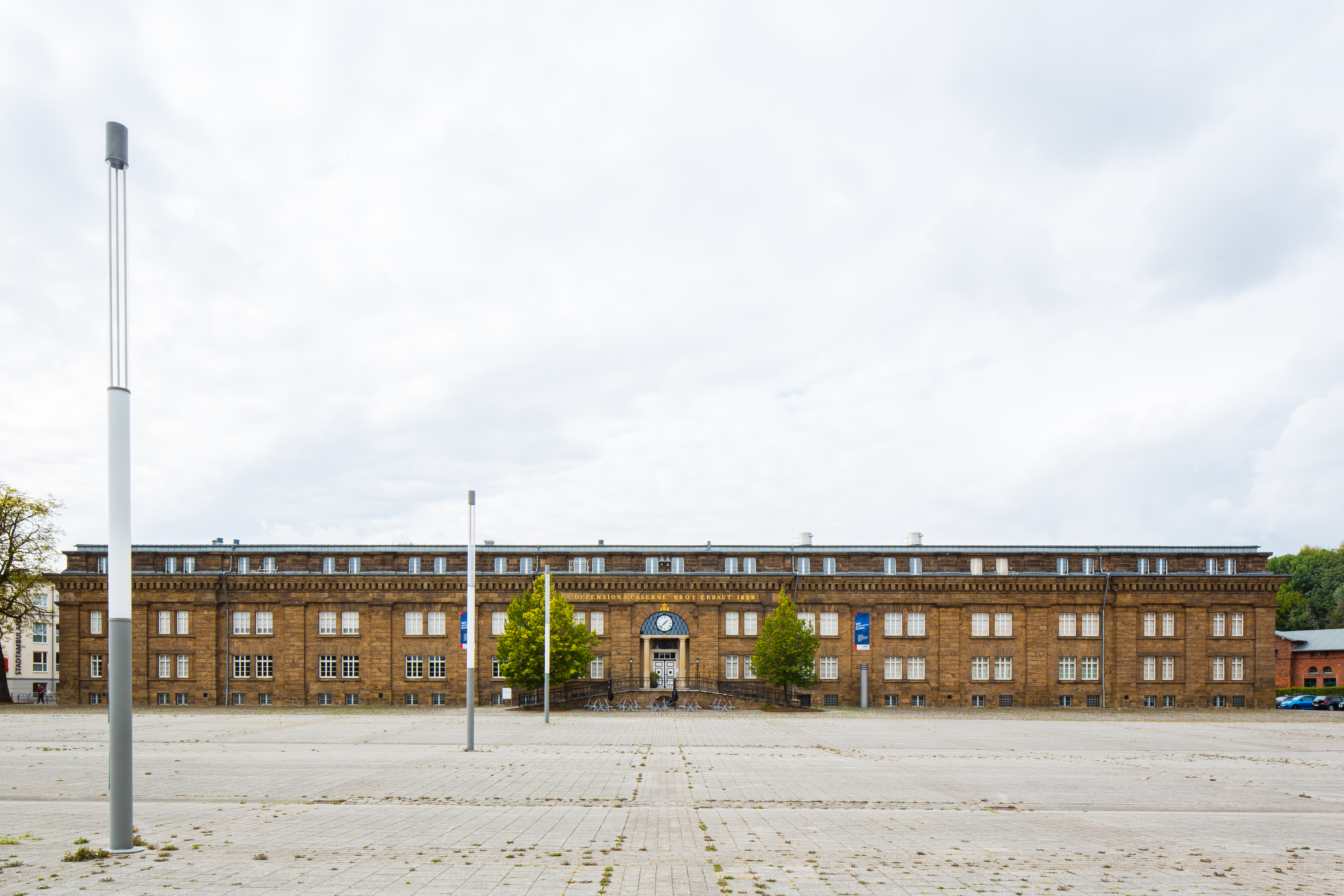
Blick über den Simeonsplatz

Das Gebäude, in dem sich heute das LWL-Preußenmuseum Minden befindet, hat eine lange und wechselvolle Vorgeschichte. Die Errichtung der Defensionskaserne steht im Zusammenhang mit dem Ausbau Mindens zur modernen preußischen Festung nach 1815. Das Haus ist Teil eines bedeutenden Gebäudeensembles am Simeonsplatz, das im 19. Jahrhundert eine militärische Vorstadt der eigentlichen Stadt Minden bildete.
Es zählt zu den markantesten Zeugnissen preußischer Militärarchitektur in der Region und gilt als beispielhaft für die durch Karl Friedrich Schinkel Anfang des 19. Jahrhunderts geprägte klassizistische Stilrichtung. Mit der aus Portasandstein verblendeten Außenfassade weist es zudem eine markante regionale Prägung auf.
Erste Pläne für das Gebäude stammen aus der Zeit vor 1827. Sein Zweck war von Anfang der Planungen an doppelt ausgelegt: es sollte sowohl Verteidigungswerk als auch Unterkunft für rund 400 Soldaten sein. Auf der rückwärtigen Seite waren daher 66 Gewehr- und 22 Kanonenschießscharten vorgesehen. Lediglich auf der Vorderseite, zum großen Parade- und Exerzierplatz hin, bestanden richtige Fenster. Nach mehrfach überarbeiteten Planungen wurde das Haus 1829 fertiggestellt. Bis 1882 war statt des heute vorhandenen zweiten Obergeschosses noch eine Erdabdeckung gegen Artilleriebeschuss vorhanden.
Die Defensionskaserne wurde bis heute mehrfach in baulichen Details verändert, ohne aber ihre Grundstruktur und die Merkmale ihrer ursprünglich vorgesehenen Nutzungszwecke zu verlieren. Zwischen 1829 und 1919 diente das Gebäude der Königlich Preußischen Armee abwechselnd als Kaserne für das Infanterie-Regiment Nr. 15 und die Feldartillerie-Regimenter Nr. 22 und 58. Für letztere wurden im rückwärtigen Bereich nach 1867 umfangreiche Stallungen errichtet. Von 1919 bis 1945 nutzten Reichswehr und Wehrmacht die Kaserne weiterhin als Unterkunft der Artillerie-Regimenter Nr. 6 und 42.
Die britischen Besatzungsstreitkräfte richteten zunächst zwischen 1945 und 1950 ihre Kommandantur in der Defensionskaserne ein. 1946/47 befanden sich hier auch Verwaltungsteile des Zentralamtes für Wirtschaft, das die Sicherung der Lebensmittelversorgung der Bevölkerung, Wiederaufbaumaßnahmen und die Umsetzung von Reparationsforderungen der Siegermächte übernahm. Bis 1994 nutzte die britische Armee das Haus und die meisten übrigen militärischen Gebäude im Umfeld durch die 627. Mobile Civilian Transport Group RCT und deren Vorläufereinheiten.
Durch anschließende umfangreiche Umbau- und Sanierungsmaßnahmen, mit der Schaffung großflächiger Ausstellungs- und Veranstaltungsräume, wurde seit 1999 die museale Nutzung durch die Stiftung Preußenmuseum NRW ermöglicht.

## Ausstellungen seit 1999
| Nr. | Name der Ausstellung                                                                                        | Zeitraum                                 | Verlängerung           |
| --- | --- | ---------------------------------------- | ---------------------- |
| 1   | Malerei und Grafik in Minden – Ausschnitte seit 1945                                                        | 14. Juni 1999 bis 30. November 1999      |                        |
| 2   | Violà, le Champagne – Aus der Geschichte des Champagners                                                    | 25. Februar 2000 bis 1. Mai 2000         |                        |
| 3   | Mathematisches Calcul und Sinn für Ästhetik – Die preußische Bauverwaltung 1770 bis 1848                    | 11. Juli 2000 bis 27. August 2000        | Bis 24. September 2000 |
| 4   | Zukunft hat Herkunft                                                                                        | 1. September 2000 bis 17. September 2000 |                        |
| 5   | Zerrissen und doch ganz – Skulpturen und Bilder behinderter Künstler                                        | 1. November 2000 bis 1. Dezember 2000    |                        |
| 6   | Zerbrechliche Leidenschaften                                                                                | 15. Dezember 2000 bis 25. März 2001      |                        |
| 7   | Marlene Lipski, Ingrid Panhoff. Rhein oder Weser – Oder Weser Rhein                                         | 13. Mai 2001 bis 8. Juli 2001            |                        |
| 8   | Liebe, Traum und Tod – Yrsa v. Leistner. Bilder und Skulpturen                                              | 2. September 2001 bis 25. November 2001  |                        |
| 9   | Preußen en miniature – Eine historische Zeitreise in Zinnfiguren                                            | 14. Oktober 2001 bis 25. November 2001   |                        |
| 10  | Affinitäten – Hans Gerlhof. Materialbilder, Collagen, Phantasmagorien, Plastiken                            | 3. Februar 2002 bis 28. April 2002       |                        |
| 11  | Vom Burgfräulein zum Punk – Frisuren im Wandel der Zeit                                                     | 14. Juli 2002 bis 8. September 2002      |                        |
| 12  | Der Mythos des Erlösers – Richard Wagners Traumwelten und die deutsche Gesellschaft                         | 29. September 2002 bis 1. Dezember 2002  |                        |
| 13  | Wohnen mit der Buche. Rotkernige Möbel und schöne Wälder                                                    | 15. Februar 2003 bis 16. März 2003       |                        |
| 14  | Johann Strauss meets Elvis – Musikautomaten aus zwei Jahrhunderten                                          | 30. März 2003 bis 29. Juni 2003          |                        |
| 15  | Hans Josef Buschhausen. 1899–1977                                                                           | 14. Juni 2003 bis 13. Juli 2003          |                        |
| 16  | Wanderausstellung: „Deutscher Bundestag – Unsere Abgeordneten“                                              | 15. Juli 2003 bis 21. September 2003     |                        |
| 17  | Schätze aus „nordischem Gold“ – Bernsteinkunst aus privaten Sammlungen                                      | 23. November 2003 bis 15. Februar 2004   | Bis 29. Februar 2004   |
| 18  | Wanderausstellung: Wasser ist Zukunft                                                                       | 15. Januar 2004 bis 22. Februar 2004     |                        |
| 19  | Friedrich Ebert 1871–1925. Vom Arbeiterführer zum Reichspräsidenten                                         | 18. April 2004 bis 23. Mai 2004          |                        |
| 20  | Aufstand des Gewissens: Militärischer Widerstand gegen das NS-Regime 1933–1945                              | 27. Juni 2004 bis 21. Juli 2004          |                        |
| 21  | „Preußen Holzfrei“                                                                                          | 18. Juli 2004 bis 15. August 2004        |                        |
| 22  | Kirche im Dorf – Ihre Bedeutung für die kulturelle Entwicklung der ländlichen Gesellschaft im „Preußenland“ | 31. Juli 2004 bis 12. September 2004     |                        |
| 23  | Pickert, Pommes, Pellkartoffeln – Streifzüge durch ein Kartoffelland                                        | 3. Oktober 2004 bis 9. Januar 2005       |                        |
| 24  | Das Eiserne Kreuz – Zur Geschichte einer Auszeichnung                                                       | 23. Januar 2005 bis 4. April 2005        |                        |
| 25  | Picasso und seine Musen                                                                                     | 17. April 2005 bis 26. Juni 2005         |                        |
| 26  | Propaganda und Kriegserfahrung. Deutsche Bilder aus dem Russlandkrieg 1941–1945                             | 8. Mai 2005 bis 18. Mai 2005             |                        |
| 27  | Holocaust – Künstlerische Forschungsbücher von Schülerinnen – 60 Jahre nach Auschwitz                       | 15. Juni 2005 bis 26. Juni 2005          |                        |
| 28  | Rosita Oremek – Unterwegs zwischen Erinnerung und Assoziation. Bilder 60 Jahre danach                       | 3. Juli 2005 bis 4. September 2005       |                        |
| 29  | Des „Reisekaisers“ Leibchauffeur Julius Knoop 1887–1967                                                     | 18. Dezember 2005 bis 12. Februar 2006   |                        |
| 30  | Minden entdecken – Eindrücke eines Zuggereisten                                                             | 26. November 2005 bis 11. Februar 2006   |                        |
| 31  | Tempus Fugit – Zeitzeichen. Collagen von Hans Gerlhof                                                       | 18. Juni 2006 bis 20. August 2006        | Bis 27. August 2006    |
| 32  | Pour le Mérite und Skizzenbuch – Kriegsskizzen des Mindener Rudolf Lange 1874–1918                          | 3. Dezember 2006 bis 18. Februar 2007    |                        |
| 33  | Napoleon – Trikolore und Kaiseradler über Rhein und Weser                                                   | 6. Mai 2007 bis 1. Juli 2007             | Bis 29. Juli 2007      |
| 34  | Bilder antworten Bildern                                                                                    | 21. September 2007 bis 14. Oktober 2007  |                        |
| 35  | Kunsträume.08 – Weserwerft. Schwindender Ort                                                                | 13. Januar 2008 bis 17. Februar 2008     |                        |
| 36  | Mord! Der tragische Tod eines preußischen Polizeisergeanten 1911                                            | 16. März 2008 bis 15. Mai 2008           |                        |
| 37  | Jürgen Borchert: Farbstiftzeichnungen                                                                       | 20. April 2008 bis 6. Mai 2008           |                        |
| 38  | Vergessen? Schlaglichter auf Staat und Alltag in der DDR                                                    | 15. Juni 2008 bis 31. August 2008        | Bis 07. September 2008 |
| 39  | Eiserne Porträts – 200 Jahre Eisenkunstguss in Preußen und Europa                                           | 28. September 2008 bis 16. November 2008 |                        |
| 40  | Grimms Mädchen                                                                                              | 30. November 2008 bis 1. Februar 2009    |                        |
| 41  | Willy Brandt – Porträts                                                                                     | 12. Dezember 2008 bis 28. Februar 2009   |                        |
| 42  | Der Krieg auf der Bildpostkarte                                                                             | 15. März 2009 bis 12. April 2009         |                        |
| 43  | Bilder antworten Bildern                                                                                    | 23. April 2009 bis 24. Mai 2009          |                        |
| 44  | Preußens Laboratorium der Moderne                                                                           | 26. Juli 2009 bis 17. Januar 2010        |                        |
| 45  | Topographie der Berliner Mauer 1973–2007                                                                    | 3. Oktober 2010 bis 14. November 2010    |                        |
| 46  | Waldland NRW. Eine multimediale Wanderausstellung                                                           | 31. Januar 2011 bis 11. April 2011       |                        |
| 47  | Bilder antworten Bildern: „Junge Kunst in alten Mauern“                                                     | 28. April 2010 bis 25. Mai 2010          |                        |
| 48  | Leben und Gesundheit in Ghana (Informationszentrum 3. Welt Minden)                                          | 31. Mai 2010 bis 18. Juni 2010           |                        |
| 49  | Minden im Spiegel Historischer Ansichtskarten aus der Zeit um 1900                                          | 4. September 2010 bis 9. Oktober 2010    |                        |
| 50  | Schlaglichter. Ost – West-Spionage                                                                          | 28. November 2010 bis 23. November 2011  |                        |
| 51  | Die Farben Namibias                                                                                         | 19. Dezember 2010 bis 16. Januar 2011    |                        |
| 52  | Werkschau 2006 – 2011: Collagen – Materialbilder – Phantasmagorien, Hans Gerlhof                            | 13. Februar 2011 bis 24. April 2011      |                        |
| 53  | Eine Fahrt mit der Coeln – Mindener Eisenbahn                                                               | 10. April 2011 bis 29. Mai 2011          |                        |
| 54  | Bilder antworten Bildern                                                                                    | 10. Mai 2011 bis 24. Mai 2011            |                        |
| 55  | E. M. Lilien: Ein jüdischer Jugendstilkünstler in Preußens Metropole                                        | 16. Mai 2011 bis 21. August 2011         |                        |
| 56  | Die Reichskanzler der Weimarer Republik – Zwölf Lebensläufe in Bildern                                      | 4. September 2011 bis 23. Oktober 2011   |                        |
| 57  | Willy Brandt. Ein politisches Leben 1913–1992                                                               | 26. Februar 2012 bis 1. April 2012       |                        |
| 58  | Bilder antworten Bildern                                                                                    | 19. April 2012 bis 8. Mai 2012           |                        |
| 59  | Die Bücher des Königs – Friedrich der Große. Schriftsteller und Liebhaber von Büchern und Bibliotheken      | 6. Mai 2012 bis 1. Juli 2012             |                        |
| 60  | Friedrich der Große. Mensch und Monarch                                                                     | 26. August 2012 bis 21. Oktober 2012     |                        |
| 61  | Käthe Kollwitz                                                                                              | 16. November 2012 bis 10. Februar 2013   |                        |
| 62  | Bäumchen wechsle dich – Weihnachtsbaum und Co im politisch-gesellschaftlichen Wandel                        | 30. November 2012 bis 27. Januar 2013    |                        |
| 63  | Bilder antworten Bildern                                                                                    | 29. April 2013 bis 12. Mai 2013          |                        |
| 64  | Von kurios bis königlich – Zerbrechliches Preußen in Ton und Porzellan                                      | 12. Mai 2013 bis 27. Oktober 2013        | Bis 31. Dezember 2013  |
| 65  | BodyArtDesigned                                                                                             | 9. Mai 2013 bis 7. Juli 2013             |                        |
| 66  | Adler über Schlesien – Ereignisse und Pioniere der Luftfahrtgeschichte                                      | 14. Juli 2013 bis 08. September 2013     |                        |
| 67  | Paul Hindemith: Zeichnungen                                                                                 | 18. September 2013 bis 20. November 2013 |                        |
| 68  | Janssen – plakativ!                                                                                         | 20. Oktober 2013 bis 1. Dezember 2013    | Bis 15. Dezember 2013  |
| 69  | AUF_AB_UM_BAU                                                                                               | 28. August 2021 bis 7. November 2021     | Bis 15. Mai 2022       |
| 70  | Modellierte Traditionen. Was NRW mit Preußen zu tun hat                                                     | seit Oktober 2021                        |                        |
| 71  | Jüdisch? Preußisch? Oder was?                                                                               | 11. November 2021 bis 11. September 2022 |                        |
| 72  | Schwarz weiß. Preußen und Kolonialismus                                                                     | 4. November 2022 bis 4. Juni 2023        | Bis 10. September 2023 |
| 73  | Quartier-Wechsel. Gebäude und Geschichte(n) am Simeonsplatz. 1815 bis heute                                 | seit 23. März 2023                       |                        |
| 74  | Preußen auf See. Auf schwankenden Planken                                                                   | seit 16. November 2023                   |                        |
| 75  | Einsatz in Tsingtau. Marine, Märkte, Machtkämpfe                                                            | seit 19. Mai 2024                        |                        |

Ausstellungsplakate
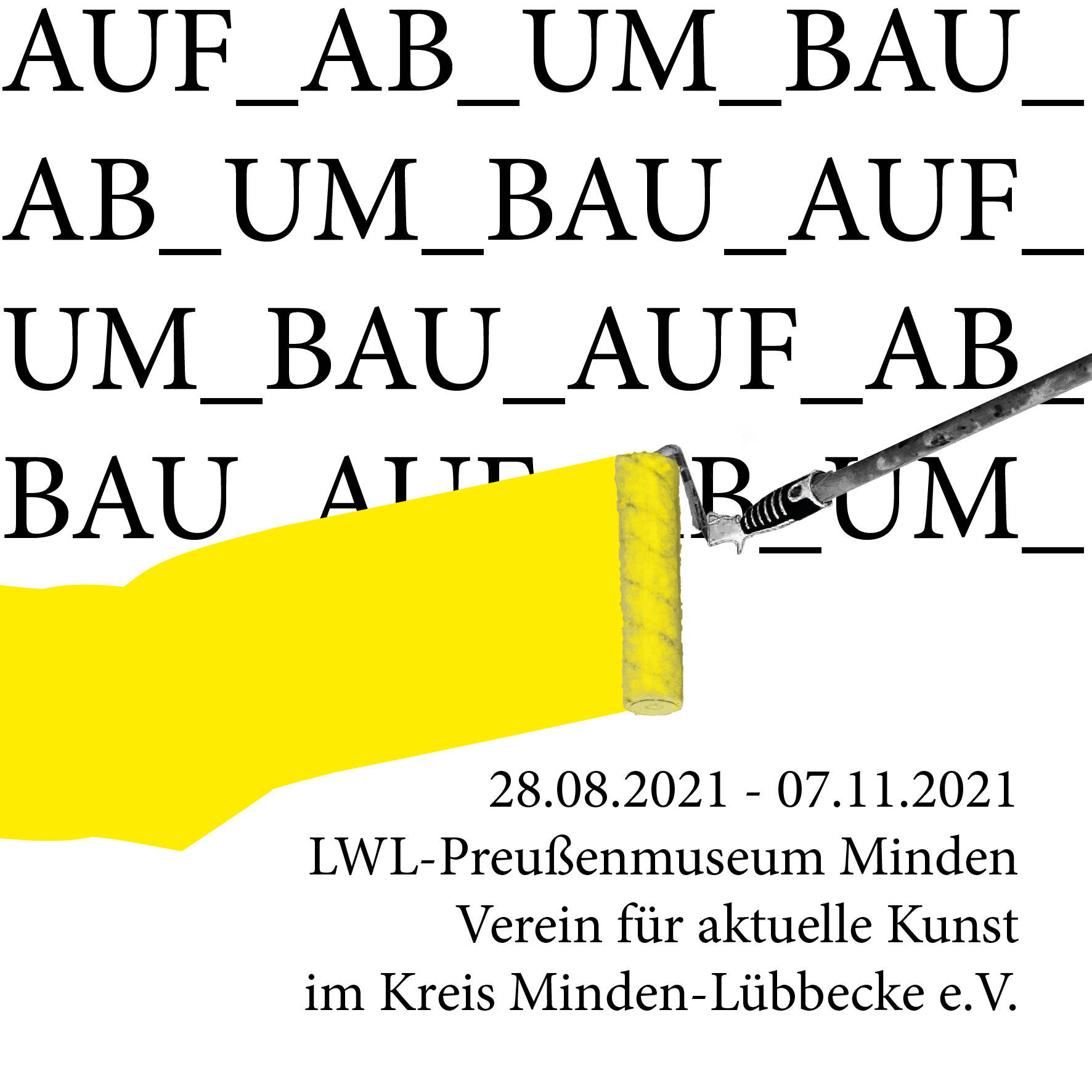
„AUF_AB_UM_BAU“ 2021
„Modellierte Traditionen“ 2021
„Jüdisch? Preußisch? Oder was?“ 2021/22
„Schwarz weiß. Preußen und Kolonialismus“ 2022/23
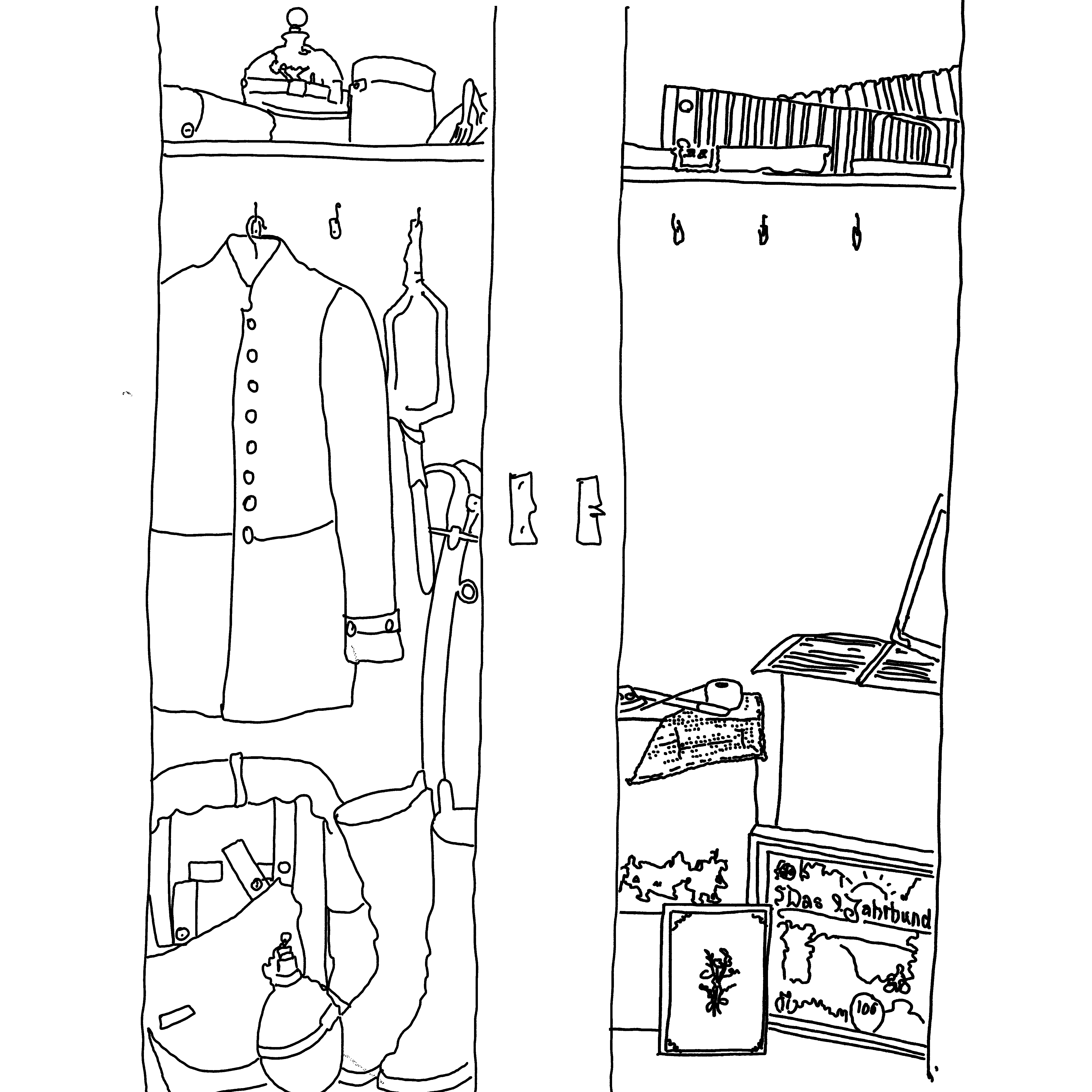
„Quartier-Wechsel“  2023